# آریسا موچیزوکی
آریسا موچیزوکی (انگلیسی: Arisa Mochizuki؛ زادهٔ ۱۵ آوریل ۱۹۹۴) بازیکن فوتبال اهل ژاپن است.